# Senecova smrt
Senecova smrt (La Mort de Sénèque) je obraz francouzského malíře Jacquese-Louise Davida z roku 1773. Obraz je v majetku města Paříže a je součástí sbírek muzea Petit Palais. Zachycuje sebevraždu římského filozofa Senecy.

## Kontext
Jedná se o třetí malířův pokus získat Římskou cenu, který opět dopadl neúspěšně. David se ocitl v konkurenci s jiným obrazem na stejné téma (Senecova smrt), který namaloval Pierre Peyron, který sám nakonec cenu získal. Střízlivější, bližší antice a Poussinovský Peyron se mu stal soupeřem a iniciátorem nového klasicismu. V tomto stylu namaloval David v následujícím roce obraz Erasistratos odhaluje příčiny Antiochovy nemoci, za který již Římskou cenu získal.

## Popis obrazu
Davidovo ztvárnění je barokně elegantní a pompézní ve stylu Fragonarda a Bouchera. Má bohatší barvy a je detailnější než u jeho soupeře, obraz zaplňují gestikulující postavy. Seneca si rozmáchlými gesty podřezává žíly z příkazu císaře Nerona. Okolo stojící postavy vyjadřují svými gesty a výrazy ve tvářích zděšení.